# All Souls' Day
All Souls' Day è un film del 1997 scritto e diretto da Alan Gilsenan.
Film decisamente sperimentale, dove il regista utilizza alternamente più formati, pellicole super 8, super 16, 35 millimetri, è stato definito come un isolato caso di incursione nell'avanguardia del cinema irlandese degli anni novanta.

## Trama
Il film è liberamente ispirato a La ballata del carcere di Reading di Oscar Wilde ed inizia proprio con una citazione del poeta inglese: «All life is a limitation». Una madre consumata dal dolore ha un colloquio con l'assassino di sua figlia nella cappella della prigione dove questi è rinchiuso. Il tentativo di capire come siano andati realmente i fatti della madre porterà ad una serie di intense rivelazioni personali per entrambi i personaggi. La storia è alternata da varie altre sequenze, come ad esempio registrazioni di carcerati intenti ad inscenare uno spettacolo, che raccontano barzellette volgari e cantano e danzano imitando i musical di Hollywood.

## Distribuzione
Il film è uscito in Italia direttamente per la televisione il 15 giugno 2004.

## Accoglienza
All Souls' Day non ha riscontrato successo al botteghino, ma ha avuto dei buoni riscontri di critica in patria, dove è stato apprezzato per i suoi tentativi di sperimentazione. Sono stati notati alcuni colpi di scena che rimandano a film come Quarto potere e Rashomon, ed è stato osservato di come il film esplori la soggettività degli individui, in modo tale che alla fine «the story recounted by a narrator is not necessarily the same story heard by an audience», e quest'idea è esplorata in «an elliptical fashion» con una resa che ricorda il sogno («dreamlike quality»), dovuto al montaggio di più formati video. Il film è stato tuttavia anche oggetto di recensioni negative ed è stato accusato di politica sessista. Harvey O'Brien del Trinity College di Dublino ha definito il film come "un'autoindulgente masturbazione stilistica" («a piece of self-indulgent stylistic masturbation») che farà scalpore nel circuito dei festival cinematografici, ma che in realtà è semplicemente noioso («boring»).